# گریگور آمیریان
گریگور آمیریان (ارمنی: Գրիգոր Ամիրեան؛ ۲۰ ژوئن ۱۸۸۸ – ۱ اوت ۱۹۶۴) سیاست‌مدار و نظامی اهل ارمنستان بود که در تأسیس اولین جمهوری ارمنستان شرکت جست. وی از بازماندگان نسل‌کشی ارمنی‌ها بود.